# Liste des plus hautes croix
Cet article recense les croix monumentales les plus hautes.

## Liste
La liste suivante recense les croix mesurant au moins 30 m de hauteur.
| #  | Croix                                                   | Pays                        | Ville                      | Hauteur (m) | Date    | Notes                                                               | Coordonnées                          | Photo |  |
| -- | ------------------------------------------------------- | --------------------------- | -------------------------- | ----------- | ------- | ------------------------------------------------------------------- | ------------------------------------ | ----- |  |
| 1  | Croix de los Caídos                                     | Espagne                     | San Lorenzo de El Escorial | 155         | 1959    |                                                                     | 40° 38′ 30″ nord, 4° 09′ 20″ ouest   |       |  |
| 2  | Temple national du mont Samat (en)                      | Philippines                 | Balanga                    | 95          | 1970    |                                                                     | 14° 36′ 21″ nord, 120° 30′ 31″ est   |       |  |
| 3  | Croix du Troisième Millénaire (es)                      | Chili                       | Coquimbo                   | 87          | 2001    |                                                                     | 29° 57′ 07″ sud, 71° 20′ 50″ ouest   |       |  |
| 4  | Émetteur de Radio Vatican                               | Italie                      | Santa Maria di Galeria     | 78          | 1957    | Mât d'antenne en forme de croix                                     | 42° 02′ 39″ nord, 12° 19′ 20″ est    |       |  |
| 5  | Croix de Toutes les Nations (en)                        | Liban                       | Baskinta                   | 73,8        | 2010    |                                                                     | 33° 57′ 55″ nord, 35° 48′ 50″ est    |       |  |
| 6  | Croix du Millénaire                                     | Macédoine                   | Skopje                     | 66          | 2008    |                                                                     | 41° 57′ 54″ nord, 21° 23′ 40″ est    |       |  |
| 7  | Croix de la mission Nombre de Dios (en)                 | États-Unis                  | Saint Augustine            | 63,4        | 1966    |                                                                     | 29° 54′ 15″ nord, 81° 18′ 49″ ouest  |       |  |
| 8  | Croix de la Church of the Cross                         | États-Unis                  | Haughton                   | 60,6        | 2009    |                                                                     | 32° 33′ 17″ nord, 93° 37′ 21″ ouest  |       |  |
| 9  | Cross at the Crossroads (en)                            | États-Unis                  | Effingham                  | 60,3        | 2001    |                                                                     | 39° 06′ 27″ nord, 88° 34′ 16″ ouest  |       |  |
| 10 | Croix d'Ijdabra                                         | Liban                       | Ijdabra                    | 60          |         | Bâtiment en forme de croix, possédant une église dans l'un des bras | 34° 14′ 57″ nord, 35° 42′ 04″ est    |       |  |
| 11 | Croix de Groom                                          | États-Unis                  | Groom                      | 58          | 1995    |                                                                     | 35° 12′ 35″ nord, 101° 07′ 25″ ouest |       |  |
| 12 | Croix de Mekele                                         | Éthiopie                    | Mekele                     | 52          | 2017    |                                                                     | 13° 29′ 43″ nord, 39° 29′ 17″ est    |       |  |
| 13 | Croix de Sagemont                                       | États-Unis                  | Houston                    | 51          | 2009    |                                                                     | 29° 35′ 59″ nord, 95° 13′ 12″ ouest  |       |  |
| 13 | Croix de Macédoine                                      | Macédoine                   | Skopje                     | 51          | 2014    |                                                                     | 41° 58′ 40″ nord, 21° 27′ 53″ est    |       |  |
| 15 | Croix d'Artsakh                                         | République du Haut-Karabagh | Dashushen                  | 50          | 2017    |                                                                     | 39° 48′ 19″ nord, 46° 47′ 11″ est    |       |  |
| 16 | Croix du Millénaire (pl)                                | Pologne                     | Boguszów-Gorce             | 45          | 2000    |                                                                     | 50° 46′ 48″ nord, 16° 12′ 42″ est    |       |  |
| 17 | Charles-de-Gaulle Memorial                              | France                      | Colombey-les-Deux-Églises  | 44.3 m      | 1972    |                                                                     | 48° 13′ 28″ nord, 4° 52′ 47″ est     |       |  |
| 18 | Croix de Gora Qabaristan (en)                           | Pakistan                    | Karachi                    | 43          |         |                                                                     | 24° 51′ 17″ nord, 67° 03′ 05″ est    |       |  |
| 19 | Monument aux ouvriers du chantier naval tombés en 1970  | Pologne                     | Gdańsk                     | 42          | 1980    |                                                                     | 54° 21′ 38″ nord, 18° 38′ 56″ est    |       |  |
| 20 | Croix du Veitscher Ölberg (de)                          | Autriche                    | Sankt Barbara im Mürztal   | 40          | 2004    |                                                                     | 47° 35′ 00″ nord, 15° 29′ 27″ est    |       |  |
| 20 | Croix du Pape (de)                                      | Autriche                    | Vienne                     | 40          | 1983    |                                                                     | 48° 14′ 21″ nord, 16° 24′ 32″ est    |       |  |
| 20 | Croix de Kobayat                                        | Liban                       | Kobayat                    | 40          | 2013    |                                                                     | 34° 33′ 32″ nord, 36° 16′ 36″ est    |       |  |
| 20 | Croix du Millénaire (Ujazd)                             | Pologne                     | Brzyska                    | 40          | 2002    |                                                                     | 49° 48′ 09″ nord, 21° 24′ 06″ est    |       |  |
| 20 | Croix de la Trinité de la colline de Păun (ro)          | Roumanie                    | Păun (ro)                  | 40          | 2006    | Mât d'antenne en forme de croix                                     | 47° 06′ 02″ nord, 27° 39′ 56″ est    |       |  |
| 21 | Croix des Héros du pic Caraiman (ro)                    | Roumanie                    | Bușteni                    | 39,5        | 1928    |                                                                     | 45° 24′ 58″ nord, 25° 29′ 51″ est    |       |  |
| 22 | Croix de Joseph                                         | Allemagne                   | Stolberg                   | 38          | 1896    |                                                                     | 51° 34′ 50″ nord, 11° 00′ 20″ est    |       |  |
| 22 | Croix de la première église baptiste de Gardendale (en) | États-Unis                  | Gardendale                 | 38          | 201     |                                                                     | 33° 39′ 53″ nord, 86° 49′ 50″ ouest  |       |  |
| 23 | Croix de Limanowa                                       | Pologne                     | Limanowa                   | 37          | 1999    |                                                                     | 49° 43′ 08″ nord, 20° 26′ 26″ est    |       |  |
| 23 | Cruz del Ávila (es)                                     | Venezuela                   | Caracas                    | 37          | 1982    |                                                                     | 10° 31′ 30″ nord, 66° 53′ 07″ ouest  |       |  |
| 24 | Croix de la cathédrale (es)                             | Chili                       | Chillán                    | 36          | v. 1950 |                                                                     | 36° 36′ 23″ sud, 72° 06′ 08″ ouest   |       |  |
| 25 | Croix du salut de la nation roumaine (en)               | Moldavie                    | Nisporeni                  | 35          | 2011    |                                                                     | 47° 04′ 11″ nord, 28° 12′ 03″ est    |       |  |
| 25 | Croix du Chrobacza Łąka (pl)                            | Pologne                     | Bielsko-Biała              | 35          | 2002    |                                                                     | 49° 49′ 22″ nord, 19° 09′ 54″ est    |       |  |
| 26 | Croix de Bald Knob (en)                                 | États-Unis                  | Alto Pass                  | 33,8        | 1963    |                                                                     | 37° 33′ 07″ nord, 89° 20′ 47″ ouest  |       |  |
| 27 | Croix de Catfish House                                  | États-Unis                  | Florence (en)              | 33,5        | 2015    |                                                                     | 32° 09′ 39″ nord, 90° 07′ 38″ ouest  |       |  |
| 28 | Croix du Millénaire (Wilczy Las)                        | Pologne                     | Wilczy Las                 | 32          | 2000    |                                                                     | 51° 16′ 07″ nord, 15° 45′ 20″ est    |       |  |
| 29 | Croix du mont Royal                                     | Canada                      | Montréal                   | 31,4        | 1924    |                                                                     | 45° 30′ 32″ nord, 73° 35′ 16″ ouest  |       |  |
| 30 | Croix du mont Davidson                                  | États-Unis                  | San Francisco              | 31          | 1934    |                                                                     | 37° 44′ 18″ nord, 122° 27′ 17″ ouest |       |  |
| 31 | Croix du monastère Piatra Fântânele (ro)                | Roumanie                    | Bistrița                   | 31          | 2010    |                                                                     | 47° 14′ 23″ nord, 25° 00′ 40″ est    |       |  |
| 32 | Croix de Ballinger                                      | États-Unis                  | Ballinger                  | 30,2        | 1993    |                                                                     | 31° 43′ 25″ nord, 99° 55′ 56″ ouest  |       |  |
| 33 | Cruceta del Vigía (en)                                  | États-Unis                  | Ponce                      | 30          | 1984    |                                                                     | 18° 01′ 08″ nord, 66° 37′ 13″ ouest  |       |  |